# Paladar
El paladar constituye la pared superior o techo de la cavidad bucal. Está dividido en dos partes, la bóveda palatina o paladar óseo en sus dos tercios anteriores, y el paladar blando o velo del paladar en su tercio posterior. En el centro y en la parte más posteroinferior del velo del paladar cuelga la úvula. El paladar separa la cavidad bucal de las fosas nasales. Es una zona de roce cuya interacción lengua-paladar permite articular sonidos.

## Partes del paladar

### Paladar duro
El paladar duro está formado por el hueso maxilar y el hueso palatino, los cuales están cubiertos por una membrana mucosa. El maxilar también forma la mandíbula superior. Las placas de los huesos palatinos forman la parte trasera del paladar duro de la boca y el piso de la nariz. Las placas verticales de los huesos palatinos forman parte de la cavidad nasal.

### Paladar blando
El tejido muscular del paladar blando está cubierto por el tejido epitelial. El tejido epitelial es un tipo de tejido que forma la cubierta de las superficies externas e internas del cuerpo. Este provee protección, produce secreciones y regula los materiales que se mueven alrededor de él. La úvula, la masa que cuelga en medio del paladar blando, está por encima de la raíz de la lengua. La úvula ayuda a evitar que los alimentos se vayan por el pasaje de respiración cuando la persona está tragando.
En la zona de la encía y en el rafe medio del paladar duro presenta una mucosa sésil, es decir, sin submucosa, con una lámina propia directamente unida al periostio. El epitelio de la mucosa sésil es plano pluriestratificado. Si aparece cornificación en el paladar blando hay patología.
La zona grasa del paladar duro presenta una submucosa con tejido adiposo, en tanto que la zona glandular presenta pequeñas glándulas salivares menores. El paladar duro se encuentra ricamente inervado por el nervio esfenopalatino interno o nasopalatino y los nervios palatinos anteriores y medios.
El paladar blando presenta músculo esquelético. El paladar blando está interpuesto entre boca y fosas nasales. Así, el epitelio que reviste la porción del paladar blando que da hacia las fosas nasales es igual al que las reviste a ellas mismas, de tipo prismático pseudoestratificado, en tanto que el epitelio que da hacia la boca es plano pluriestratificado con probable paraqueratosis. El paladar blando presenta submucosa. En el paladar blando todas las glándulas son de tipo mucoso.

## Patología
- Paladar ojival
- Fisura palatina